# Årsundasten

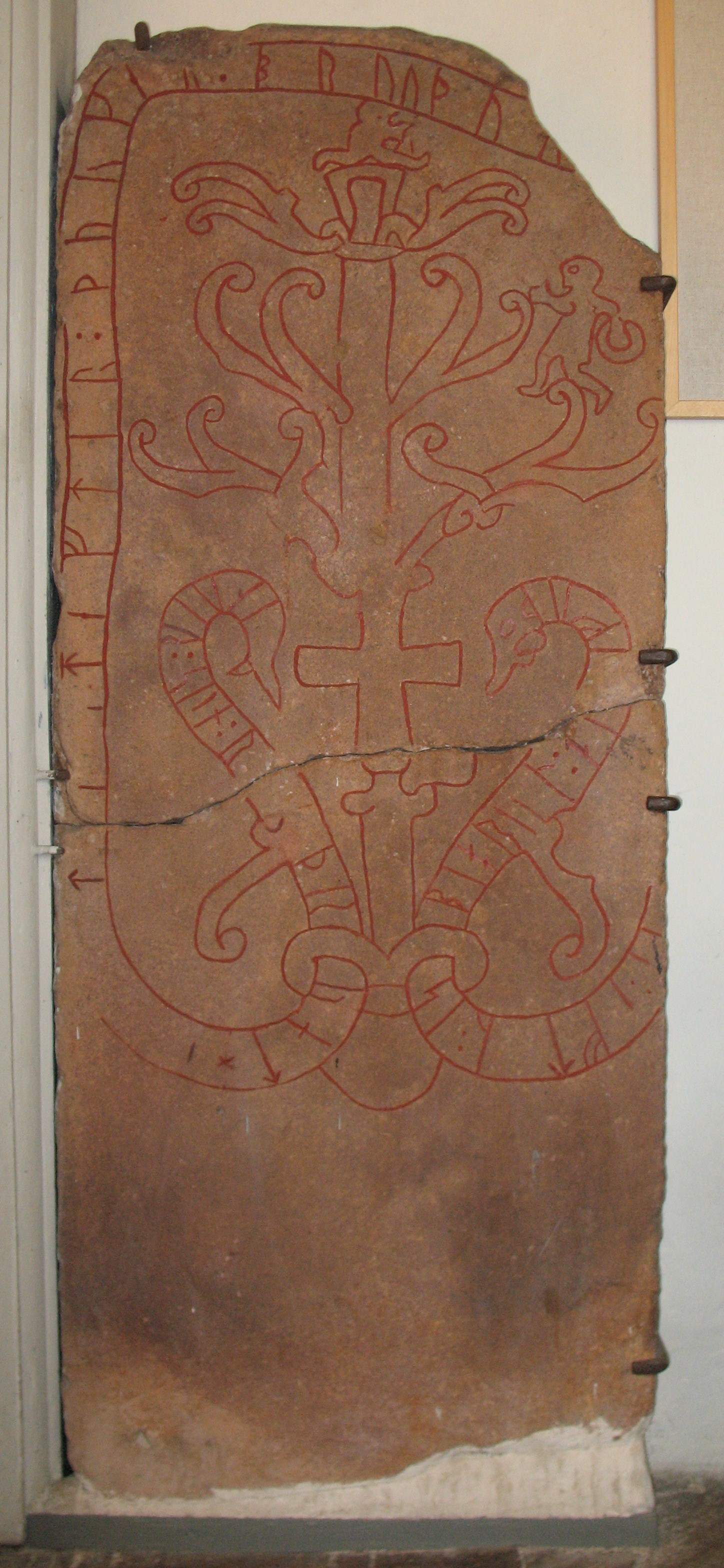
Årsundasten

Der Årsundasten (Gs 9) ist ein Runenstein, der im Karnhaus der Kirche von Årsunda in der Gemeinde Sandviken in Gästrikland in Schweden steht. 
Der Stein aus rotem Sandstein ist 2,1 m hoch, 85 cm breit und 15–20 cm dick und wurde 1690 entdeckt. Die Runenhöhe beträgt 5.0 bis 8,0 Zentimeter. Der Stein ist in der Mitte gerissen, aber wieder zusammengesetzt. Die rechte obere Ecke ist verschwunden. Die detailreiche Ritzung wurde zwischen 1020 und 1050 geschaffen und zeigt mittig ein Kreuz, den Weltenbaum Yggdrasil und zwei menschliche Figuren. Das umlaufende Schlangenband ist unten mit einem Irischen Koppel verbunden. Die Inschrift lautet:
„(i)nu-r : sun : r[u]þ[u](r) at × [uili](t)... ...[Ris:]t eftir : þurker : bruþu[r : sin : ok : kyþe=lfi : muþur : sina : uk] : eft[i]R : [a]sbiorn : o[k : o]ifuþ“
Übersetzt „Aunund (?), Rodas (?) Sohn ... (ließ den Stein setzen) für Torger, seinen Bruder, und Gudälv, seine Mutter, und für Åsbjörn und Oifuþ.“

Årsundasten
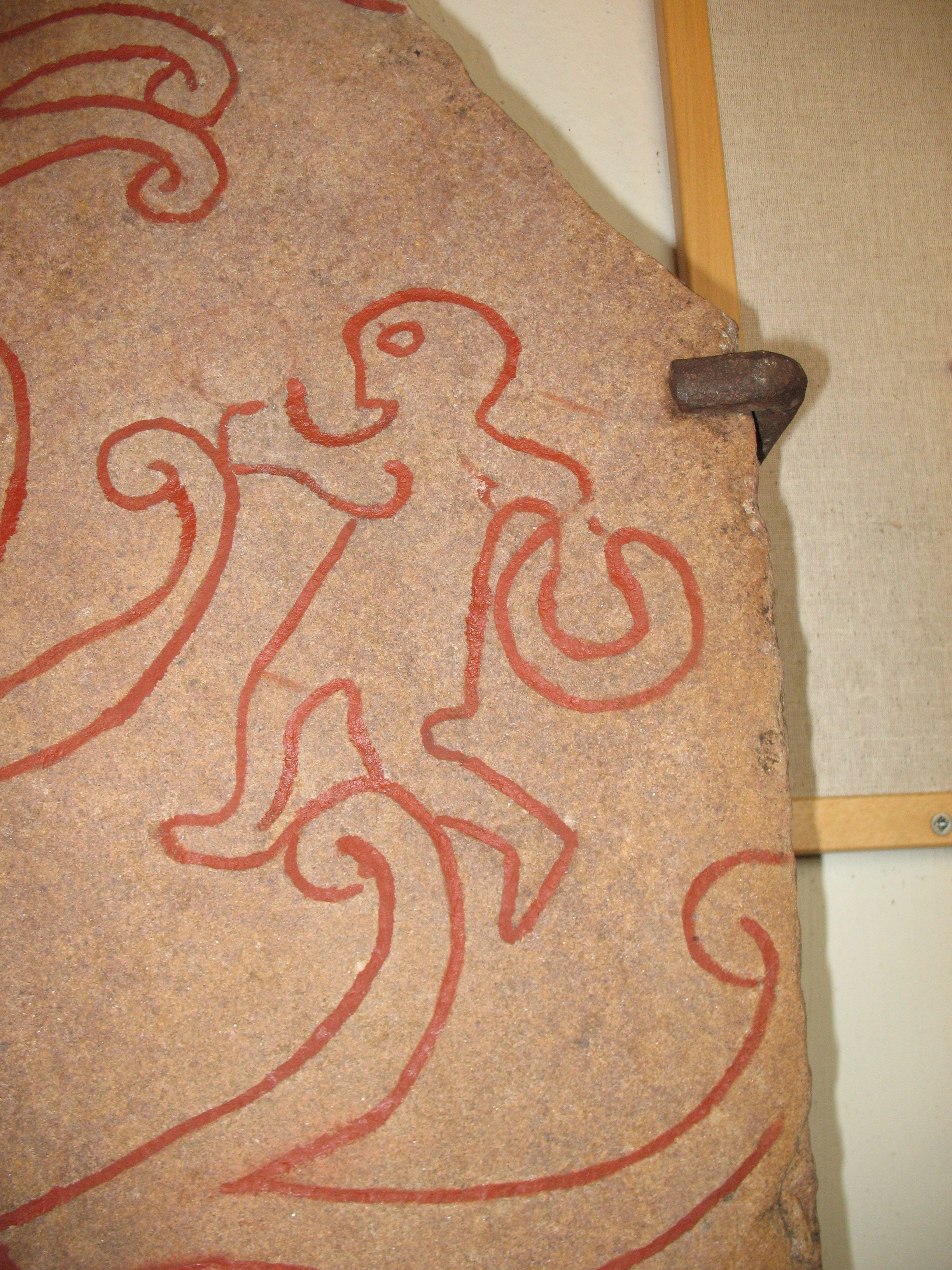
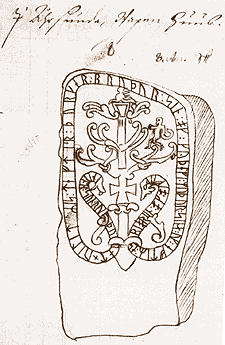
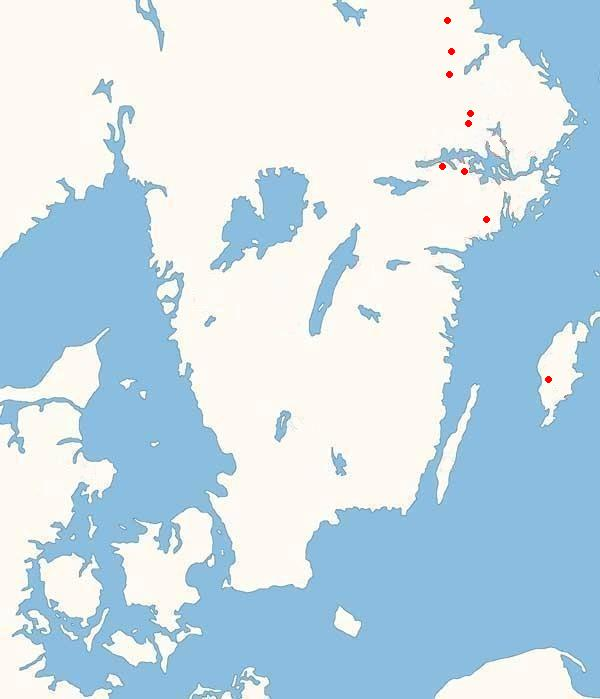
Die 9 Sigurdsteine

Es wird angenommen, dass der Stein zu den im Osten Schwedens anzutreffenden Sigurdsteinen gehört. Er zeigt oben einen Mann, der ein Schwert in den Schlangenkörper zu bohren scheint und im Vergleich mit U 1163 von Drävle als Sigurd identifiziert werden kann. Vergleichbare Darstellungen sind von sechs weiteren Runensteinen in Schweden bekannt: (Sö 101, Sö 327, U 1163, Bo NIYR;3, U 1175, Gs 9 und Gs 19). Die zweite Figur stellt möglicherweise den Zwerg Andvare dar (mit dem Andvaranaut in der Hand).